# Finale League Cup 1998
De finale van de League Cup van het seizoen 1997/98 werd gehouden op 29 maart 1998 in het oude Wembley Stadium. Chelsea nam het op tegen Middlesbrough. Chelsea versloeg Middlesbrough met 2-0 na verlenging via doelpunten van Frank Sinclair en Roberto Di Matteo. Bij Chelsea stond de Nederlander Ed de Goey onder de lat. Middlesbrough-middenvelder Andy Townsend speelde die middag zijn derde League Cup-finale in vijf jaar, na twee gewonnen finales met Aston Villa in 1994 en 1996. Het was de tweede finale op rij voor Middlesbrough en manager Bryan Robson, want bij de vorige editie gaf de club Leicester City partij. Ook die finale, die werd gespeeld over twee wedstrijden, ging verloren - een 1-1 gelijkspel en een 1-0 nederlaag schonk Leicester City dat seizoen de League Cup. 

## Finale

### Wedstrijd
|                           |                             |              |               |                                                                                           |
| 29 maart 1998 15:00 UTC+1 | Chelsea                     | 2 - 0 (n.v.) | Middlesbrough | Wembley Stadium, Londen Toeschouwers: 77.698 Scheidsrechter: Peter Jones (Leicestershire) |
| 29 maart 1998 15:00 UTC+1 | Sinclair 95' Di Matteo 107' | Verslag      |               | Wembley Stadium, Londen Toeschouwers: 77.698 Scheidsrechter: Peter Jones (Leicestershire) |

| Chelsea | Middlesbrough |

| GK              | 1  | Ed de Goeij       |            |
| RWB             | 2  | Dan Petrescu      | 75'        |
| CB              | 5  | Frank Leboeuf     | Kreeg geel |
| CB              | 12 | Michael Duberry   |            |
| CB              | 20 | Frank Sinclair    |            |
| LWB             | 14 | Graeme Le Saux    | Kreeg geel |
| CM              | 16 | Roberto Di Matteo |            |
| CM              | 11 | Dennis Wise       | Kreeg geel |
| CM              | 24 | Eddie Newton      |            |
| CF              | 25 | Gianfranco Zola   |            |
| CF              | 10 | Mark Hughes       | 83'        |
| Wisselspelers:  |    |                   |            |
| GK              | 13 | Kevin Hitchcock   |            |
| DF              | 6  | Steve Clarke      | 75'        |
| FW              | 19 | Tore André Flo    | 83'        |
| Manager:        |    |                   |            |
| Gianluca Vialli |    |                   |            |

| GK             | 1  | Mark Schwarzer  |            |            |
| RB             | 2  | Gianluca Festa  |            |            |
| CB             | 4  | Steve Vickers   |            |            |
| CB             | 5  | Nigel Pearson   |            |            |
| LB             | 3  | Vladimír Kinder |            |            |
| RM             | 10 | Paul Merson     |            |            |
| CM             | 6  | Robbie Mustoe   |            |            |
| CM             | 7  | Neil Maddison   | 102'       |            |
| LM             | 11 | Andy Townsend   | Kreeg geel |            |
| CF             | 8  | Hamilton Ricard | 65'        |            |
| CF             | 9  | Marco Branca    |            |            |
| Wisselspelers: |    |                 |            |            |
| DF             | 12 | Curtis Fleming  |            |            |
| FW             | 13 | Mikkel Beck     | 102'       |            |
| MF             | 14 | Paul Gascoigne  | 65'        | Kreeg geel |
| Manager:       |    |                 |            |            |
| Bryan Robson   |    |                 |            |            |